# Coccidiphila stegodyphobius
Coccidiphila stegodyphobius is een vlinder uit de familie prachtmotten (Cosmopterigidae). De wetenschappelijke naam van deze soort is voor het eerst geldig gepubliceerd in 1903 door Walsingham.
De soort komt voor in tropisch Afrika.